# 하이라키
《하이라키》(영어: Hierarchy)는 넷플릭스에서 2024년 6월 공개된 대한민국의 십대 로맨스 드라마다.

## 기획의도
상위 0.01%의 소수가 질서이자 법으로 군림하는 주신고등학교에 비밀을 품고 입성한 전학생이 그들의 견고한 세계에 균열을 일으키며 벌어지는 하이틴 스캔들

## 등장인물

### 주요 인물
- 노정의 : 정재이 역 - 재율그룹의 대표 정기영의 장녀, 주신그룹의 후계자 김리안과는 6살 때 처음 만나 친구로 지내다가 15살 때부터 사귀던 사이.
- 이채민 : 강하 역 - 의문의 사고를 당한 강인한의 동생으로 형의 복수를 위해 주신고에 장학생으로 전학.
- 김재원 : 김리안 역 - 정재이와 6살 때부터 친구이자 15살 때부터 사귄 남자친구, 혜원의 아들. 주신그룹 후계자.
- 지혜원 : 윤헤라 역 - 국내 굴지의 무역회사 인터내셔널 윤의 막내딸이자 질투의 화신.
- 이원정 : 이우진 역 - 대대로 정치인을 배출해온 가문의 차남이자 비주얼과 다정함을 겸비한 인물.
- 권은빈 : 길예지 역 - 주신고 학생, 헤라와 바다의 친구.

### 리안의 주변인물
- 윤세아 : 안혜원 역 - 리안의 어머니, 주신고등학교 이사장.

### 재이의 주변인물
- 최원영 : 정기영 역 - 재율그룹의 대표이자 재이와 재혁의 매우 엄격한 아버지
- 김준형 : 정재혁 역 - 재이의 망나니 남동생, 기영의 아들.

### 헤라의 주변인물
- 이승준 : 윤병근 역 - 인터내셔널 윤의 대표, 헤라의 아버지.

### 강하의 주변인물
- 김민철 : 강인한 역 - 치분하고 세심한 공부벌레이며, 전국 1등으로 주신고 장학생으로 입학했으나 갑작스러운 사고로 세상을 떠나게 되면서 궁금증을 남기는 인물. 강하의 형. 재이의 친구.

### 우진의 주변인물
- 이도국 : 이한종 역 - 우진의 아버지

### 주신고 선생님들
- 배해선 : 박희선 역 - 주신고의 교장, 주원의 어머니.
- 채서안 : 한지수 역 - 주신고의 선생님, 우진과 비밀 연애를 하고 있다.

### 주신고 학생들
- 서범준 : 남주원 역 - 희선의 아들, 재이의 사생활 영상을 유출시킨 협박범.
- 이민구 : 백찬민 역 - 강하의 1년 선배, 윤석과 함께 죽은 인한을 괴롭힌 학교 폭력 가해자.
- 김태정 : 최윤석 역 - 육군참모총장의 삼남, 주신고의 싸움 1등. 의리에 죽고 사는 반항아. 특별한 집안의 가장 평범한 아들로 태어난 인물.
- 윤석호 : 박태호 역 - 주신고 학생, 강하의 중학교 동창.
- 표영서 : 류바다 역 - 주신고 학생, 헤라와 예지의 친구.
- 서준 : 김선우 역 - 주신고 학생
- 현진 : 이송이 역 - 주신고 학생

### 그 외 인물
- 이나라 : 송인경 역 - 예지의 어머니
- 박선아 : 민경원 역 - 바다의 어머니
- 이윤우 : 박선준 역 - 재이의 정략결혼 상대, 마약사범.
- 오승희 : 김실장 역 - 리안의 비서

### 특별출연
- 오나라 : 주신고 후임 교장 역

## 참고사항
- 서범준과 노정의는 2023년에 진행한 《SBS 인기가요》 이후로 1년만에 재회하는 작품이다.
- 이원정과 지혜원은 2023년에 방송된 KBS2 월화드라마 《어쩌다 마주친, 그대》 이후로 1년만에 재회하는 작품이다.
- 최원영과 김준형은 2023년에 방송된 tvN 월화드라마 《반짝이는 워터멜론》 이후로 9개월만에 재회하는 작품이다.